# An Autumn Day
《An Autumn Day》는 가수 이수영의 편집 음반이다. 
2005년 이수영은 팬텀 엔터테인먼트와 계약 만료 후 새로운 기획사에서 다음 정규 음반 작업을 마친 상태였다. 이수영측이 정규앨범 발매일을 10월 22일로 발표하자 전 소속사였던 팬텀은 편집 앨범의 발매일을 10월 21일로 결정, 제작을 발표한다. 이로 인해 결국 이수영 7집 앨범의 발매일은 2006년으로 미루어졌으며 팬텀은 많은 팬들의 비난을 받았다.
타이틀 곡 ‘꽃’은 이미 전작 <The Colors of My Life>에 수록된 곡으로 이수영이 작사한 곡. 발매 의도와 이유 자체가 좋지 않았던만큼 시장에서 그리 큰 주목을 받지 못했으며 되려 팬텀의 기업이미지에만 커다란 상처를 입혔다. 또한 타이틀 곡 ‘꽃’ 뮤직비디오 주연을 맡은 배우 하지원도 뭇매를 맞게 되었다.
이수영의 일본 싱글 <Saigo No Wagamama> 미공개곡 <Yakanhikou>, <Hana Fubuki> 등 이수영이 일본 진출을 위해서 녹음한 곡들이 최초로 수록된 앨범.

## 첫 번째 싱글
첫 번째 싱글인 〈꽃〉은 이수영 정규 6집인 《The Colors of My Life》에 수록된 곡으로 이수영이 작사한 곡이다. 조용한 분위기로 전개되다가 클라이막스에서 뭉쳐있던 감정들을 토해내는 애절한 곡이나 이미 이전 앨범의 수록곡이었던 만큼 별다른 주목을 끌지는 못했다.

## 뮤직 비디오
배우 하지원이 싱글인 〈꽃〉의 뮤직비디오 주연을 맡았다. 상대배우는 없었으며 하지원 단독으로 출연하였다. 일본에서 촬영된 뮤직비디오는 한 여인이 이별의 슬픔을 달래기 위해 거리를 배회한다는 내용의 뮤직비디오이다.
하지원은 뮤직비디오 촬영으로 받게 된 출연료를 서울대학병원 어린이병동에 기부하였다.

## 트랙리스트
CD
1. Yakanhikou
2. 이별 후 愛 이별
3. 라라라 (日本語)
4. 꽃
5. 꿈에
6. 연애 하고 싶은 여자
7. Hana Fubuki
8. 그리고 사랑해
9. 광화문 연가
10. 안단테
11. I Believe (日本語)
12. 덩그러니
13. Phantom of love
14. 모르지
15. Saigo no Wagamama
16. 차라리
17. Good bye my love

DVD
1. I Believe
2. 라라라
3. 그리고 사랑해
4. 차라리
5. 빚
6. 덩그러니
7. 여전히 입술을 깨물죠
8. 광화문 연가
9. 휠릴리
10. 꽃들은 지고
11. Good bye my love